# Dystrykt Shiwangandu
Dystrykt Shiwangandu to dystrykt powstały w 2013 roku znajdujący się w centralnej części prowincji Muczinga ok. 100 km od Chinsali. Graniczy z dystryktem Chinsali, z dystryktem Chama, z dystryktem Mpika oraz z prowincją Północną.

## Gospodarka

### Leśnictwo
Leśnictwo jest najważniejszą częścią gospodarki dystryktu. Na terenie regionu znajdują się 2 plantacje sosny i eukaliptusa, które zatrudniają ponad 1000 osób. Ich powierzchnia wynosi 7000 ha. Plantacje należą do 2 firm: Zambi Forests oraz ZAFFICO. Na terenie regionu znajduje się też 2000 ha Lasów należących do lokalnych społeczności.

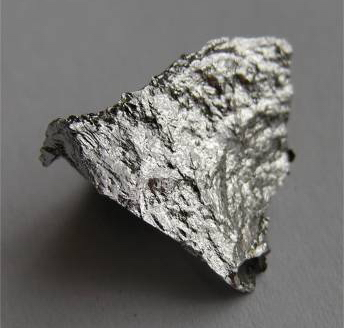
Magnan

### Górnictwo
Dystrykt ma duży potencjał górniczy, dzięki licznym złożom różnych surowców, głównie manganu. Wydobywanie surowców staje się coraz ważniejszą częścią gospodarki dystryktu.

## Energia odnawialna
Region może się poszczycić niewielką elektrownią wodną ZESCO, która jest najważniejszym dostawcą prądu. Elektrownia potrafi wytworzyć nawet 1 MW energii elektrycznej. Dzięki energii elektrycznej w dystrykcie powstaje coraz więcej małych i średnich przedsiębiorstw, które napędzają gospodarkę regionu.

## Turystyka
Turystyka dystryktu jest bardzo zróżnicowana. W regionie można podziwiać bogatą kulturę oraz wiele różnych krajobrazów. Dystrykt jest jednym z najpopularniejszych kurortów turystycznych w prowincji.

### Lista najważniejszych atrakcji turystycznych

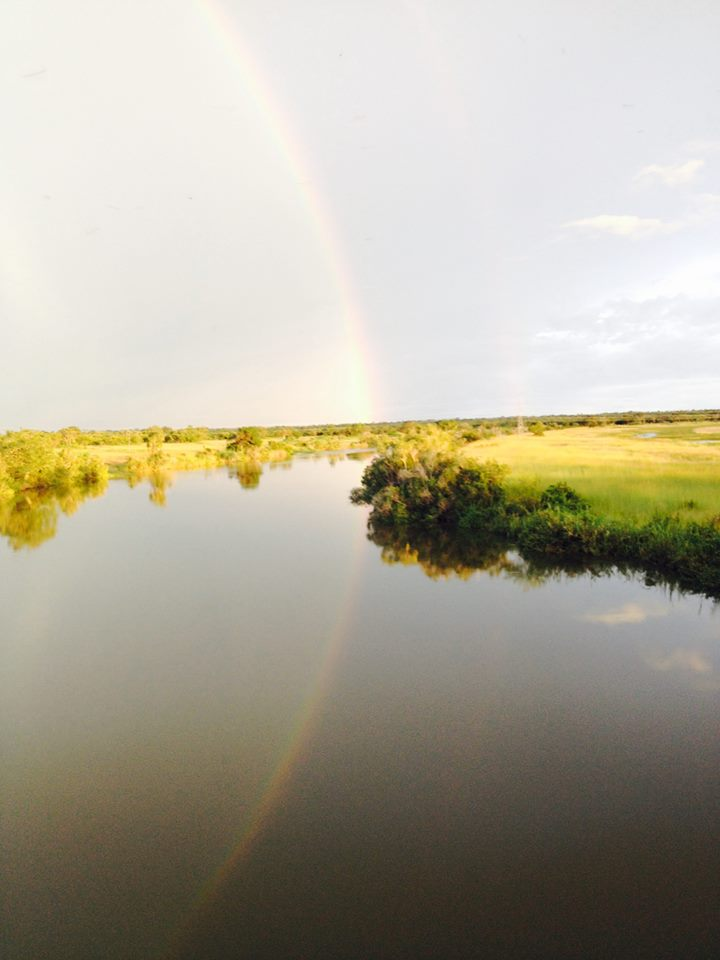
Rzeka Chambeshi

#### Atrakcje kulturalne
- Dom Shiwa
- Jaskinia Bwingi Mfumu

#### Atrakcje przyrodnicze
- Gorące Źródła Kapishya i Mayuke
- Jezioro Shiwagandu
- Wodospady Namundela i Chipoma
- Rzeka Chambeshi